# Cephalozia africana
Cephalozia africana là một loài rêu trong họ Cephaloziaceae. Loài này được Váňa mô tả khoa học đầu tiên năm 1988.